# 1692
1692 (MDCXCII) a fost un an bisect al calendarului gregorian, care a început într-o zi de duminică.

## Evenimente
- Odată cu creșterea influenței austriece, Sibiul devine capitala Transilvaniei.

## Nașteri
- 14 martie: Pieter van Musschenbroek, om de știință olandez (d. 1761)
- 14 august: Frederic Anton, Prinț de Schwarzburg-Rudolstadt (d. 1744)
- 18 august: Louis Henri, Duce de Bourbon, prim-ministru al Franței în timpul regelui Ludovic al XV-lea (d. 1740)
- 25 octombrie: Elisabeta de Parma, a doua soție a regelui Filip al V-lea al Spaniei (d. 1766)
- Inocențiu Micu-Klein, episcop greco-catolic român (d. 1768)

## Decese
- 24 decembrie: Maria Antonia de Austria (1669-1692)  (n. 1669)
- dată necunoscută: Zera Yacob filosof etiopian (n. 1599)
- 30 aprilie: Kim Man-jung  (n. 1637)
- 21 septembrie: Ermes di Colorêt  (n. 1622)